# 海保孝
海保 孝（かいほ たかし、1937年3月14日 - 2022年1月12日）は、日本の実業家。大和銀行元頭取、りそなホールディングス初代会長。東京都出身。

## 経歴・人物
1959年に早稲田大学政治経済学部を卒業し、大和銀行に入社した。
1987年6月に取締役に就任し、1989年6月に常務、1992年1月に専務、1994年6月に副頭取を歴任し、1995年10月から2001年6月までに頭取を務め、大和銀行ニューヨーク支店巨額損失事件で混乱していた同行を再建するために、海外事業から撤退し、国内の個人・中小企業向けの事業に力を入れた。2001年12月にあさひ銀行との統合により発足したりそなホールディングスの初代会長を務めた。
その一方で、大阪商工会議所副会頭と大阪銀行協会会長を歴任した。
2022年1月12日前立腺がんにより横浜市内の病院で死去。84歳没。